# Eleições europeias de 1994 (Portugal)
As eleições parlamentares europeias de 1994 em Portugal foram realizadas a 12 de junho de 1994 como parte das eleições parlamentares europeias de 1994 e serviam para eleger os 25 eurodeputados para a legislatura 1994–1999 no Parlamento Europeu (mais um do que nas [[Eleições europeias de 1989 (Portugal)|eleições anteriores).
Em relação aos resultados, destacaram-se por terem constituído a primeira vitória eleitoral do Partido Socialista (PS) a nível nacional, desde as eleições legislativas de 1985. Foi também a primeira vitória eleitoral do PS em eleições europeias. Os socialistas conquistaram mais um eurodeputado.
O Partido Social Democrata (PPD/PSD) registou uma descida, ficando em segundo lugar. Contudo mantiveram os nove eurodeputados que já tinham.
Dos restantes partidos, elegeram eurodeputados o Partido do Centro Democrático Social – Partido Popular (CDS–PP), com três eurodeputados (tal como na eleição anterior) e a CDU – Coligação Democrática Unitária (PCP–PEV), com três eurodeputados, perdendo um.
Importa realçar que a abstenção voltou a aumentar em comparação com as eleições parlamentares europeias de 1989, atingindo os 64,5 %, sendo uma das maiores taxas de abstenções deste tipo de escrutínio.

## Partidos
Os partidos ou coligações que elegeram deputados foram os seguintes:
| Partido | Partido                                                | Candidato        | Afiliação europeia                                |
| ------- | ------------------------------------------------------ | ---------------- | ------------------------------------------------- |
|         | Partido Socialista                                     | António Vitorino | Partido Socialista Europeu                        |
|         | Partido Social Democrata                               | Eurico de Melo   | Partido Popular Europeu                           |
|         | Partido do Centro Democrático Social – Partido Popular | Manuel Monteiro  | Aliança Democrática Europeia                      |
|         | CDU – Coligação Democrática Unitária                   | Luís Sá          | Esquerda Unitária Europeia/Esquerda Nórdica Verde |

## Debates
| Debates | Debates          | Debates       | Debates    | Debates    | Debates            | Debates    | Debates |        |            |      |       |
| Data    | Estação de rádio | Moderador(es) | P Presente | P Presente | P Presente         | P Presente | Refs    |        |            |      |       |
| Data    | Estação de rádio | Moderador(es) | PS         | PPD/PSD    | CDS–PP             | PCP–PEV    | Refs    |        |            |      |       |
| ------- | ---------------- | ------------- | ---------- | ---------- | ------------------ | ---------- | ------- | ------ | ---------- | ---- | ----- |
| Data    | Estação de rádio | Moderador(es) | 5 de maio  | TSF        | Maria Flor Pedroso | P Vitorino | Refs    | P Melo | P Monteiro | P Sá | [ 2 ] |

## Resultados nacionais
| Partido                                                            | Partido                                                | Votos     | %               | +/-   | Deputados | +/-     |
| ------------------------------------------------------------------ | ------------------------------------------------------ | --------- | --------------- | ----- | --------- | ------- |
|                                                                    | Partido Socialista                                     | 1 061 560 | 34,87 / 100,00  | 6,33  | 10 / 25   | 3       |
|                                                                    | Partido Social Democrata                               | 1 046 918 | 34,39 / 100,00  | 1,64  | 9 / 25    | Estável |
|                                                                    | Partido do Centro Democrático Social – Partido Popular | 379 044   | 12,45 / 100,00  | 1,71  | 3 / 25    | Estável |
|                                                                    | CDU – Coligação Democrática Unitária (a)               | 340 725   | 11,19 / 100,00  | 3,21  | 3 / 25    | 1       |
|                                                                    | Partido Comunista dos Trabalhadores Portugueses        | 24 022    | 0,79 / 100,00   | 0,15  | 0 / 25    | Estável |
|                                                                    | União Democrática Popular                              | 18 884    | 0,62 / 100,00   | 0,46  | 0 / 25    | Estável |
|                                                                    | Partido Socialista Revolucionário                      | 17 780    | 0,58 / 100,00   | 0,19  | 0 / 25    | Estável |
|                                                                    | Movimento O Partido da Terra                           | 12 955    | 0,43 / 100,00   | Novo  | 0 / 25    | Novo    |
|                                                                    | Política XXI                                           | 12 402    | 0,41 / 100,00   | Novo  | 0 / 25    | Novo    |
|                                                                    | Partido de Solidariedade Nacional                      | 11 214    | 0,37 / 100,00   | Novo  | 0 / 25    | Novo    |
|                                                                    | Partido Popular Monárquico                             | 8 300     | 0,27 / 100,00   | 1,76  | 0 / 25    | Estável |
|                                                                    | Partido Democrático do Atlântico                       | 7 127     | 0,23 / 100,00   | -     | 0 / 25    | -       |
|                                                                    | Partido Renovador Democrático                          | 5 941     | 0,20 / 100,00   | -     | 0 / 25    | 1       |
|                                                                    | Movimento para a Unidade dos Trabalhadores             | 2 893     | 0,10 / 100,00   | 0,17  | 0 / 25    | Estável |
| Votos inválidos                                                    | Votos inválidos                                        | 94 236    | 3,10 / 100,00   | 0,02  |           |         |
| Total                                                              | Total                                                  | 3 044 001 | 100,00 / 100,00 |       | 25 / 25   | 1       |
| Eleitorado/Participação                                            | Eleitorado/Participação                                | 8 565 822 | 35,54 / 100,00  | 15,56 |           |         |
| Fonte                                                              | Fonte                                                  | [ 3 ]     | [ 3 ]           | [ 3 ] | [ 3 ]     | [ 3 ]   |
| (a) Coligação entre PCP (3 eurodeputados) e PEV (0 eurodeputados). |                                                        |           |                 |       |           |         |

## Resultados por círculo eleitoral

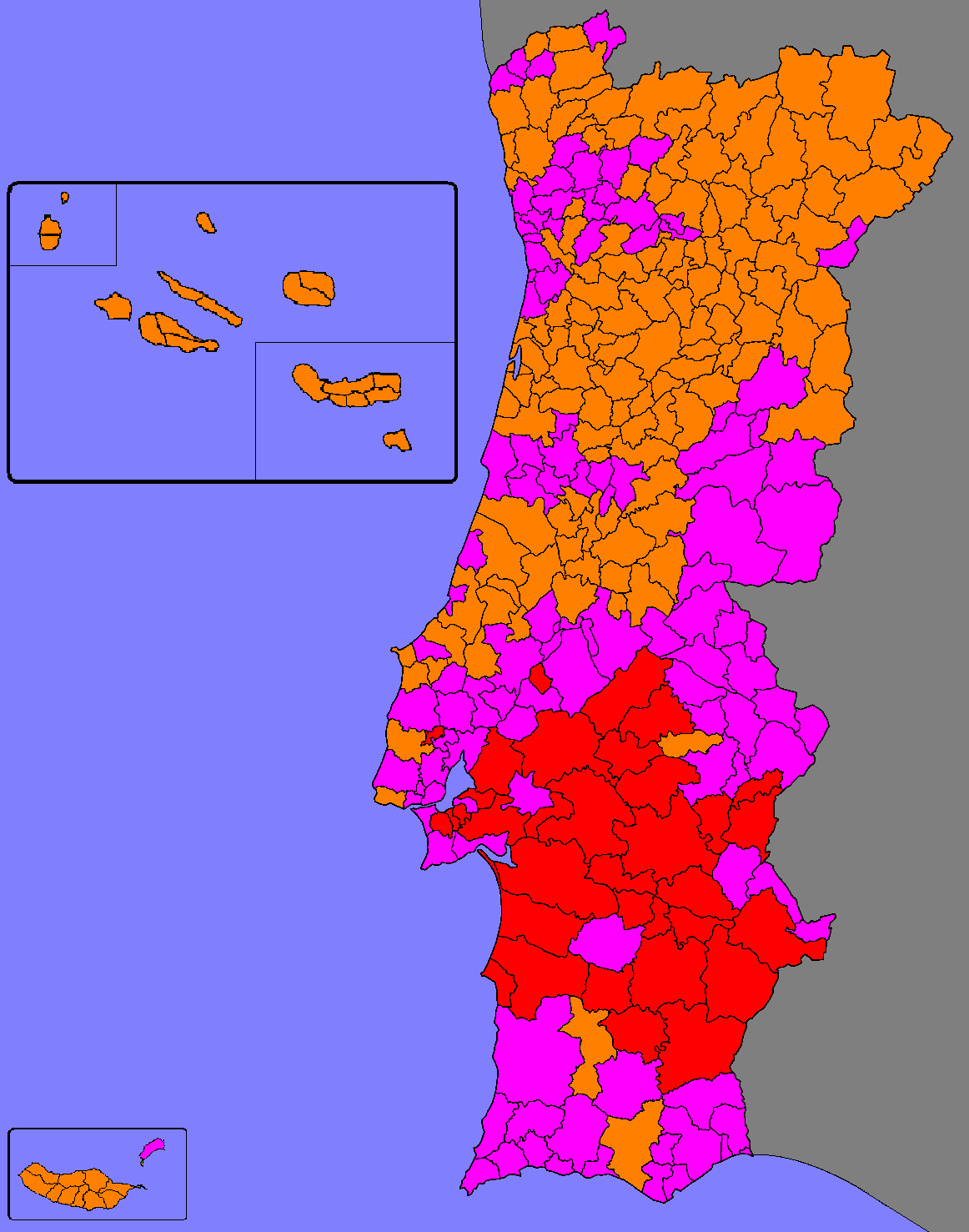
Rosa – PS
Laranja – PPD/PSD
Vermelho – PCP–PEV

| Círculo eleitoral | %    | %       | %      | %       |
| Círculo eleitoral | PS   | PPD/PSD | CDS–PP | PCP–PEV |
| ----------------- | ---- | ------- | ------ | ------- |
| Açores            | 28,1 | 56,0    | 8,0    | 1,6     |
| Aveiro            | 32,8 | 40,8    | 17,0   | 3,6     |
| Beja              | 31,3 | 13,4    | 5,3    | 38,8    |
| Braga             | 37,6 | 38,1    | 14,3   | 4,8     |
| Bragança          | 33,1 | 43,5    | 14,4   | 2,4     |
| Castelo Branco    | 41,1 | 35,0    | 11,1   | 5,1     |
| Coimbra           | 41,2 | 35,1    | 10,2   | 6,3     |
| Évora             | 26,4 | 19,2    | 7,0    | 37,7    |
| Faro              | 39,4 | 31,3    | 10,2   | 10,0    |
| Guarda            | 34,8 | 40,9    | 14,8   | 2,7     |
| Leiria            | 28,3 | 43,6    | 15,2   | 5,7     |
| Lisboa            | 34,4 | 28,0    | 12,7   | 16,9    |
| Madeira           | 26,1 | 47,1    | 14,7   | 1,4     |
| Portalegre        | 38,1 | 24,3    | 9,1    | 19,3    |
| Porto             | 39,9 | 36,4    | 11,5   | 7,1     |
| Santarém          | 35,5 | 31,6    | 11,6   | 12,8    |
| Setúbal           | 30,7 | 17,8    | 8,0    | 34,9    |
| Viana do Castelo  | 30,4 | 40,5    | 17,4   | 5,4     |
| Vila Real         | 33,7 | 45,2    | 12,6   | 2,6     |
| Viseu             | 29,2 | 42,2    | 19,3   | 2,6     |
| Portugal          | 34,9 | 34,4    | 12,5   | 11,2    |